# Łeonid Klimow
Łeonid Mychajłowycz Klimow, ukr. Леонід Михайлович Клімов (ur. 31 marca 1953 w Makiejewce) – ukraiński polityk, biznesmen i działacz sportowy, właściciel i prezes klubu piłkarskiego Czornomoreć Odessa.

## Życiorys
W 1979 ukończył studia w Odeskim Instytucie Gospodarki Narodowej. Pracował m.in. w administracji lokalnej.
Jako działacz sportowy w 1998 zaangażował się w pracę w odeskim Czornomorcu. W 2001 jest honorowym prezesem klubu. Po odzyskaniu niepodległości przez Ukrainę zajął się prowadzeniem biznesu w branży bankowej, jego majątek wyceniano w przeszłości na ok. 300 mln dolarów.
W 2002, 2006, 2007 i 2012 uzyskiwał mandat poselski do Rady Najwyższej IV, V, VI i VII kadencji z ramienia Partii Regionów, z której odszedł w 2014. W tym samym roku został posłem VIII kadencji jako kandydat niezależny.
Żonaty, ma dwóch synów i córkę.

## Odznaczenia
- Order „Za zasługi” III klasy
- Order „Za zasługi” II klasy[2]